# Jean Silva
Jackson Jean da Silva, plus couramment appelé Jean Silva, né le 13 décembre 1996 à Foz do Iguaçu, Paraná au Brésil est un pratiquant brésilien d'arts martiaux mixtes (MMA). Il combat dans la catégorie des poids plumes à l'Ultimate Fighting Championship, où il est actuellement classé 11e.

## Carrière en arts martiaux mixtes
Fait partie maintenant du célèbre clan des Fighting  Nerds

## Palmarès en arts martiaux mixtes
| 18 combats     | 16 victoires | 2 défaites |
| Par KO         | 12           | 0          |
| Par soumission | 3            | 0          |
| Sur décision   | 1            | 2          |